# Trynidad i Tobago na Letnich Igrzyskach Olimpijskich 2008
Trynidad i Tobago na XXIX Letnich Igrzyskach Olimpijskich w Pekinie reprezentowało 28 sportowców (11 kobiet i 17 mężczyzn) w 8 dyscyplinach. Był to 16 start mieszkańców Trynidadu i Tobago na letnich igrzyskach olimpijskich.

## Zdobyte medale
| Medal  | Zawodnik                                                                                   | Dyscyplina sportowa | Konkurencja                 |
| ------ | ------------------------------------------------------------------------------------------ | ------------------- | --------------------------- |
| Srebro | Keston Bledman Marc Burns Emmanuel Callender Richard Thompson Aaron Armstrong (eliminacje) | Lekkoatletyka       | sztafeta 4 × 100 m mężczyzn |
| Srebro | Richard Thompson                                                                           | Lekkoatletyka       | bieg na 100 m mężczyzn      |